# Victor Houet
Victor Houet (Liegi, 2 settembre 1900 – ...) è stato un calciatore belga, di ruolo attaccante.

## Carriera

### Club
Ha sempre giocato nel campionato belga, fra prima e seconda divisione; in particolare, nell'arco di 3 stagioni in prima divisione (la 1925-1926, la 1928-1929 e la 1933-1934) ha segnato complessivamente 18 reti in 51 presenze.

### Nazionale
Ha rappresentato la propria Nazionale alle Olimpiadi del 1924.